# Puerto Rico en el Festival de la OTI
Puerto Rico concurrió ininterrumpidamente al Festival de la OTI desde 1972 en su primera edición celebrada en Madrid. En esa primera participación quedó en cuarta posición con la canción Por ti de Chucho Avellanet, compuesta por Guillermo Venegas Lloveras. 
La televisión puertorriqueña (Telemundo) ha ganado dos veces el festival. La primera ocasión fue en 1974, cuando en Acapulco alcanza el primer lugar de la mano de Nydia Caro, quien triunfa con el tema coescrito por la propia cantante junto a Ricardo Ceratto, "Hoy canto por cantar". Este tema tendría una enorme repercusión mediática a nivel internacional, al ser considerada como una canción anti protesta. 
El segundo triunfo puertorriqueño tuvo lugar seis años después, cuando en el Teatro General San Martín de Buenos Aires, Rafael José alcanza el primer lugar en la OTI 1980 con el tema "Contigo mujer", compuesto por Laureano Brizuela y Ednita Nazario.
Además, Telemundo fue organizador de la edición de 1975 del festival, en atención a su primer lugar registrado el año anterior. Se utilizaron los propios estudios del canal, con una escenografía en que primaba el color rojo con el logo de la OTI en azul y bajo esto una franja en la que aparecía escrito Puerto Rico, mientras la orquesta y coro se ubicaban a un costado. Dicha edición fue presentada por las ex misses Beba Franco y Marisol Malaret junto a los animadores Eddie Miró y Gilbert Mamery. Cabe destacar que durante la transmisión internacional, hubo variados problemas de transmisión, que impidieron que se pudiera ver a plenitud la interpretación española en varios países de Centroamérica.

## Participaciones de Puerto Rico en el Festival de la OTI
| Año  | Sede             | Artista                | Canción                   | Director orquesta           | Posición | Pts |
| ---- | ---------------- | ---------------------- | ------------------------- | --------------------------- | -------- | --- |
| 2000 | Acapulco         | José Vega              | Con una canción           |                             | 2        |     |
| 1998 | San José         | Ariana                 | Yo te propongo            |                             |          |     |
| 1997 | Lima             | Ángel Joel Peña        | Almas solas               | [Angel (Cuco) Pena Berdiel] |          |     |
| 1996 | Quito            | Porto Latino           | Ay, amor                  |                             |          |     |
| 1995 | San Bernardino   | Carlos Alberto Fortuño | Latinoamericano           | [Antonio Ramia Pérez]       |          |     |
| 1994 | Valencia         | Jéssica Cristina       | Lo que te toca vivir      |                             | SF       |     |
| 1993 | Valencia         | Rumba y Bembé          | Que siga la rumba         |                             |          |     |
| 1992 | Valencia         | Brenda Reyes           | Atrapada en el tiempo     | Eduardo Reyes               |          |     |
| 1991 | Acapulco         | José Juan Tañón        | Nuestra voz               | [Ito Serrano]               | SF       |     |
| 1990 | Las Vegas        | Ivonne Briel           | La mujer que sueño ser    |                             |          |     |
| 1989 | Miami            | Aldo Matta             | ¿Por qué no volverás?     | [Eddie Fernandez]           |          |     |
| 1988 | Buenos Aires     | Sandra Roger           | Para ser feliz            |                             | 14       | 0   |
| 1987 | Lisboa           | Marisol Calero         | Soy mujer                 |                             |          |     |
| 1986 | Santiago         | Maggy                  | Tú y yo solos, nadie más  | Pijuan Pinero               |          |     |
| 1985 | Sevilla          | Juan Manuel Lebrón     | Represento                | Luis García                 |          |     |
| 1984 | Ciudad de México | Lou Briel              | Todo llega                |                             |          |     |
| 1983 | Washington D. C. | Edgardo Huertas        | Navegaré                  | [Hector Garrido]            | 9        | 55  |
| 1982 | Lima             | Lunna                  | Sin tu música             | [Angel (Cuco) Pena Berdie]  | 18       | 5   |
| 1981 | Ciudad de México | Glen Monroig           | Mírame a los ojos         | [Angel (Cuco) Pena Berdiel] | 15       | 8   |
| 1980 | Buenos Aires     | Rafael José            | Contigo mujer             | Jorge Calandrelli           | 1        | 36  |
| 1979 | Caracas          | Ednita Nazario         | Cadenas de fuego          |                             | 5        | 21  |
| 1978 | Santiago         | Rafael José            | Háblame                   | [Pedro Rivera Toledo]       | 4        | 35  |
| 1977 | Madrid           | Aquamarina             | Piel Dormida              | Wisón Torres, Jr.           | 6        | 3   |
| 1976 | Acapulco         | Eduardo Delgado        | Quién                     |                             | 15       | 1   |
| 1975 | San Juan         | Los Hispanos           | Adónde vas, amigo         | Wisón Torres, Jr.           | 5        | 5   |
| 1974 | Acapulco         | Nydia Caro             | Hoy solo canto por cantar | Pedro Rivera Toledo         | 1        | 18  |
| 1973 | Belo Horizonte   | Óscar Solo             | Yo quiero una orquesta    | [Pedro Rivera Toledo]       | 6        | 5   |
| 1972 | Madrid           | Chucho Avellanet       | Por ti                    | Pedro Rivera Toledo         | 4        | 6   |

## Festivales organizados en Puerto Rico
| Edición  | Ciudad sede | Localización                  | Presentandores                            |
| -------- | ----------- | ----------------------------- | ----------------------------------------- |
| OTI 1975 | San Juan    | Estudios de Canal 2 Telemundo | Marisol Malaret, Beba Franco y Eddie Miró |